# Dene-kaukasiske sprog
Dene-kaukasiske sprog er en postuleret sproglig storæt, som først blev foreslået af Sergej Starostin. Den antages at omfatte en række sprogætter spredt over hele den nordlige halvkugle: baskisk, nordkaukasiske sprog (bl.a. tjetjensk), burushaski i Nordindien, jenisejiske sprog i Sibirien, sino-tibetanske sprog (bl.a. kinesisk) og na-dene, der omfatter en række indianske sprog i Nordamerika. Hypotesen om disse sprogs fjerne slægtskab begrundes med en række paralleller inden for det basale ordforråd, fx personlige pronominer samt ord for naturfænomener og legemsdele.